# Ріден (Швабія)
Ріден (нім. Rieden) — громада в Німеччині, знаходиться в землі Баварія. Підпорядковується адміністративному округу Швабія. Входить до складу району Остальгой. Складова частина об'єднання громад Пфорцен.
Площа — 8,41 км2. Населення становить 1331 ос. (станом на 31 грудня 2020).